# Heinkel He 219
Heinkel He 219 Uhu ("Cú lớn") là một loại máy bay tiêm kích bay đêm được trang bị cho Luftwaffe (Không quân Đức) trong giai đoạn cuối của Chiến tranh thế giới II. Đây là một thiết kế tương đối phức tạp, He 219 được áp dụng một loạt các phát minh mới, bao gồm một radar tiên tiến băng VHF. Nó là máy bay quân sự đầu tiên trên thế giới trang bị ghế phóng cho phi công, và là máy bay đầu tiên của Đức trong Chiến tranh thế giới II có càng đáp ba. Nếu He 219 được trang bị với số lượng lớn, rất có thể nó sẽ ảnh hưởng đáng kể tới kết quả của các cuộc ném bom chiến lược vào các thành phố của Đức do Không quân Hoàng gia thực hiện. Nhưng chỉ có 294 chiếc được chế tạo vào cuối chiến tranh và chỉ tham chiến hạn chế.

## Biến thể
He 219 A-0
Ban đầu dự định là phiên bản sản xuất thử, sau đó trở thành phiên bản sản xuất chính, trang bị động cơ 1,750 PS DB 603A, 104 chiếc được chế tạo.
He 219 A-1
Phiên bản ném bom-trinh sát đề xuất, bị hủy bỏ
He 219 A-2
Tương tự như A-0 nhưng được bổ sung thêm thùng nhiên liệu, lắp động cơ 1,670 PS DB 603AA, 85 chiếc được chế tạo.
He 219 A-5
Dự án tiêm kích đêm ba chỗ, chỉ có vài mẫu thử được chế tạo từ khung thân của A-2.
He 219 A-6
Phiên bản "thợ săn" Mosquito, phiên bản rút gọn của He 219 A-2, trang bị 4 khẩu pháo MG 151/20 20 mm.
He 219 A-7
Phiên bản tiêm kích đêm cải tiến, trang bị 2 động cơ 1,800 PS DB 603E, 210 chiếc được đặt chế tạo.
He 219 D-1
Khung thân của He 219 A-7 lắp động cơ Jumo 213E, 5 chiếc được giao năm 1945.
He 319
Dự án máy bay đa năng không chế tạo.
He 419
Các dự án có nguồn gốc khác nhau mà lên tới cao nhất là He 419 B-1/R1, 6 chiếc được chế tạo; sử dụng đuôi của He 319, có sải cánh rất dài, trang bị 2 khẩu pháo 20 mm MG 151/20 ở cánh và 4 khẩu 30 mm MK 108 ở bụng. Vận tốc đạt 422 mph (679 km/h) ở độ cao 44.619 ft (13.600 m).
Letov LB-79
2 chiếc He219 chế tạo từ các bộ phận được phục hồi ở Tiệp Khắc vào năm 1950, được dùng để làm khung thân thử nghiệm động cơ phản lực.

## Quốc gia sử dụng
Tiệp Khắc
- Không quân Tiệp Khắc (sau chiến tranh)

 Germany
- Luftwaffe

## Tính năng kỹ chiến thuật (He 219 A-7)
Jane's Fighting Aircraft of World War II

### Đặc điểm riêng
- Tổ lái: 2
- Chiều dài: 15,5 m (51 ft 0 in)
- Sải cánh: 18,5 m (60 ft 8 in)
- Chiều cao: 4,4 m (14 ft 5 in)
- Diện tích cánh: 44,4 m² (478 ft²)
- Trọng lượng cất cánh tối đa: 13.580 kg (29.900 lb)
- Động cơ: 2 × Daimler-Benz DB 603E, 1.800 PS (1.324 kW) mỗi chiếc

### Hiệu suất bay
- Vận tốc cực đại: 616 km/h (333 kn, 385 mph)
- Tầm bay: 1.540 km (831 nmi, 960 mi)
- Trần bay: 9.300 m (30.500 ft)

### Vũ khí
- Lên tới 4 pháo MG 151 20 mm
- 2 pháo MG 151 20 mm ở gốc cánh
- 2 pháo MK 108 30 mm (1,18 in)